# سو نيكولز
سو نيكولز (بالإنجليزية: Sue Nicholls)‏ هي ممثلة بريطانية، ولدت في 23 نوفمبر 1943 في والسال في المملكة المتحدة.

## وصلات خارجية
- سو نيكولز على موقع IMDb (الإنجليزية)
- سو نيكولز على موقع ميوزك برينز (الإنجليزية)
- سو نيكولز على موقع قاعدة بيانات برودواي على الإنترنت (الإنجليزية)
- سو نيكولز على موقع ديسكوغز (الإنجليزية)
- سو نيكولز على موقع قاعدة بيانات الفيلم (الإنجليزية)